# 1978年のル・マン24時間レース

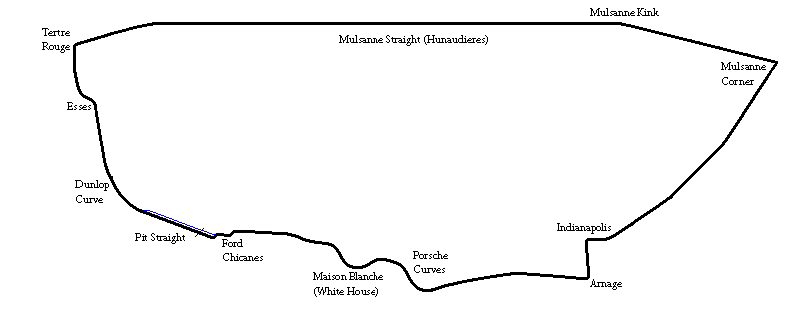
1978年のコース

1978年のル・マン24時間レース（24 Heures du Mans 1978 ）は、46回目のル・マン24時間レースとして、1978年6月10日から6月11日にかけてフランス、ル・マンのサルト・サーキットで行われた。

## 概要
ルノーは1977年のF1世界選手権にV型6気筒ターボエンジンでデビューしそちらに重点を移したくなっており、早めにル・マン24時間レースで勝利したいと思っていた。ポルシェ・936はここまでアルピーヌルノー・A442に対して勝利を続けていたものの、ポルシェとルノーの争いはエスカレートし、ポルシェはエンジンヘッドを水冷4バルブとした2,142ccエンジンを用意しポルシェ・936/78に搭載して投入、ルノーは従前1,997ccだったエンジンをレギュレーション上限の2,138ccに拡大し新型のアルピーヌルノー・A443に搭載したほか、1,997ccエンジンを搭載したアルピーヌルノー・A442Bを1台、アルピーヌルノー・A442を2台、合計4台にてレースに臨んだ。
55台が出走した。
アルピーヌルノー・A443はユノディエール最高速度367km/hを記録、人々を驚かせた。
決勝ではルノーが先行し、ポルシェはエンジンやターボにトラブルを起こして遅れた。しかし新型ルノーも午前10時にピストントラブルを起こしてリタイアした。

## 結果
17台が完走した。

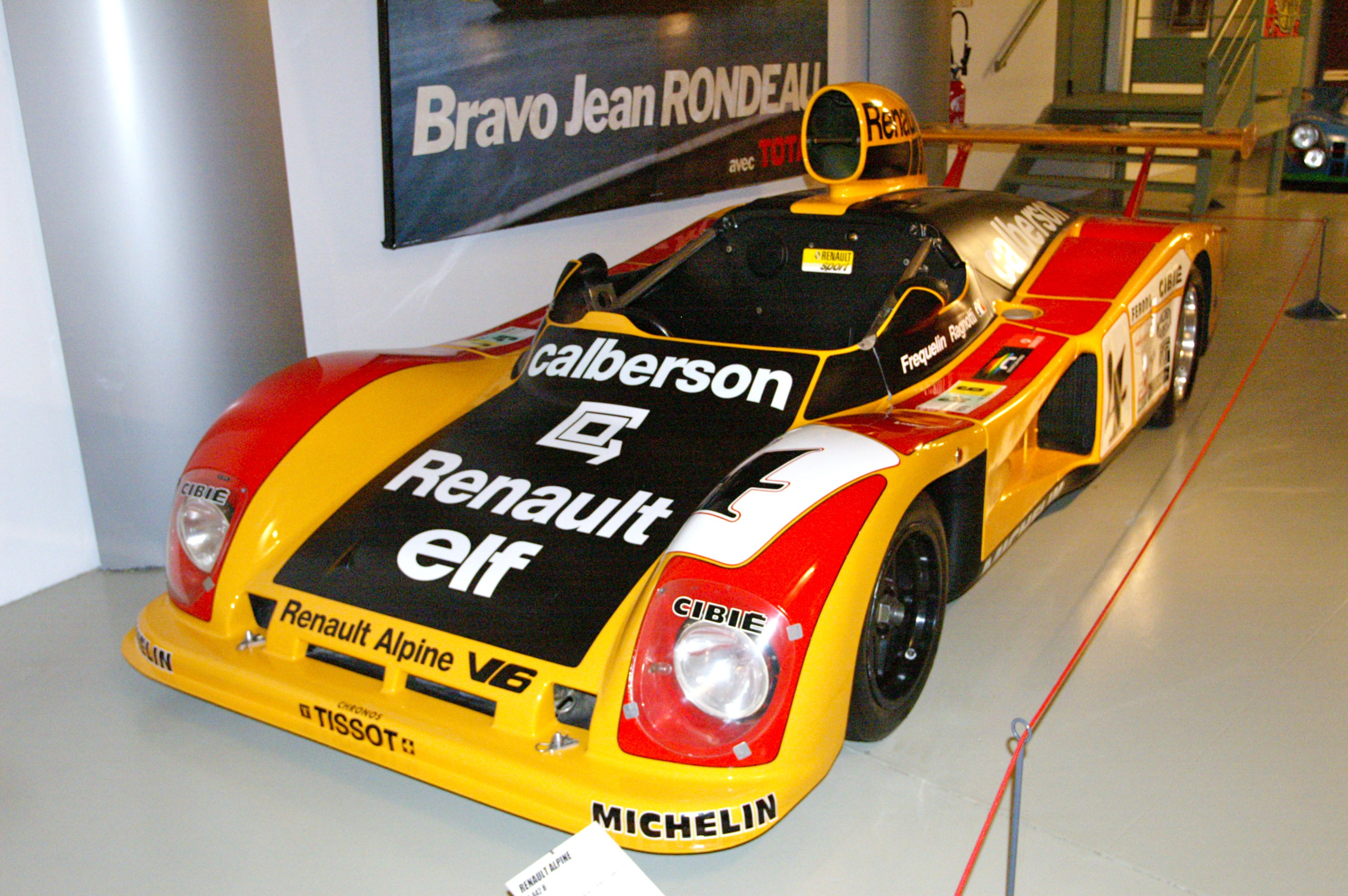
優勝車のアルピーヌ・ルノーA442B、2号車

ディディエ・ピローニ/ジャン＝ピエール・ジョッソー組の乗るアルピーヌルノー・A442B、2号車が24時間で5044.530kmを平均速度210.188km／hで走って優勝した。ルノーはこのレースに勝利しただけでなく、ターボ係数が2と高く他の誰もターボエンジンで戦おうとは思わなかった当時のフォーミュラ1において倍の排気量のマシンと戦う上で貴重なノウハウを得て撤退、この後フォーミュラ1の常識を変えていくことになる。